# Emilie Haavi
Emilie Bosshard Haavi, född 16 juni 1992, är en norsk fotbollsspelare som spelar för LSK i Toppserien.